# ピアノソナタ第4番 (スクリャービン)
ピアノソナタ第4番 嬰ヘ長調 作品30 は、アレクサンドル・スクリャービンが1903年に完成させたピアノソナタ。

## 概要
実質的な序奏と言いうる緩やかな第1楽章（アンダンテ）と、主部に当たる急速な第2楽章（プレスティッシモ・ヴォランド、「至って急速に、飛ぶように」）から構成され、2つの楽章は「アタッカ」の指示によって連結されている。実質的に、序奏つきの単一楽章のソナタと見て差し支えない。演奏時間も約8～9分と、ソナタとしては非常に短い。
後期ロマン派音楽の伝統に立脚してはいるものの、とりわけ第1楽章の気だるい表現は官能的と評されており、中期スクリャービンの幕開けを告げるにふさわしい作品となっている。祝祭的な第2楽章は、単主題的なソナタ形式もしくはロンド・ソナタ形式で作曲されている。コーダにおいて第1楽章の主題が回想され、循環形式を示唆している。そして分厚い房状和音で爆発的に演奏される様は、それまでのショパンへ傾倒していた書法からリスト的なものへと移行して行く様が窺える。また、スクリャービンのソナタの中では、純粋に長調である唯一の作品である。
初期のスクリャービンは循環形式を好んでおり、早くも《ソナタ第1番》や《協奏曲》、《ソナタ第3番》に用いている。循環形式そのものは、チャイコフスキーやラフマニノフにも見られるように、モスクワ楽派に共通する手法といえるが、スクリャービンは本作品において、主題の生成変化と回復というソナタ形式の論理と、旋律の再帰という循環形式の論理とを重ね合わせて、事実上の単一楽章の中に封じ込めている。緩やかな序奏と賑々しいソナタ形式の主部という楽曲構成は、《ソナタ第5番》や《法悦の詩》以降に発展を見る、独自の単一楽章のソナタ形式の出発点にほかならない。

## 神秘和音が用いられている作品
- 『交響曲第4番 法悦の詩』
- 『交響曲第5番 プロメテウス・火の詩』

など